# Рольова інді-гра
Рольова інді-гра, інді НРІ, незалежна рольова гра – це настільна рольова гра, видана окремими особами або малими видавництвами, на відміну від ігор, які видають великі корпорації. Розробники незалежних рольових ігор беруть участь у різноманітних мережах дистрибуції ігор, спільнотах розробників та  ігрових конвентах як вживу, так і онлайн. Комітети розробників інді-ігор щорічно присуджують нагороди за досягнення в сфері.
На початку 2000-х форуми з обговорення інді НРІ, такі як The Forge, розробили інноваційні теорії та шаблони дизайну ігор. У 2010 році гра Apocalypse World започаткувала популярну ігрову систему Powered by the Apocalypse, надихнувши сотні подібних ігор.
Типовими прикладами рольових інді-ігор є Apocalypse World і система Powered by the Apocalypse, Спокійний рік, Фіаско, Fall of Magic, Клинки у Пітьмі, Каїрн і Dialect.

## Визначення терміну
Термін «рольова інді-гра» був придуманий за аналогом до інді-музики та інді-фільмів. Це скорочення від «незалежний» (англ. independent), що означає, що він створюється та контролюється поза встановленою системою дистрибуції. The Forge популяризував цей термін. Раніше ігри зазвичай відзначалися за ознаками «мале видавництво» або «безкоштовна», але не «інді». Варто зазначити, що, хоча рольові ігри мають визначену трирівневу систему розповсюдження, вона менша та не така стала, ніж у кіностудії чи звукозаписних компаній. Тож не зовсім зрозуміло, від чого ігри незалежні. Щоб вирішити цю проблему, The Forge просуває «інді» як те, що належить автору. Подібне визначення як «контрольований автором» було прийнято на премії Indie RPG Awards. Тобто, якщо той, хто написав текст, зберігає контроль над кінцевим продуктом, то це інді. Це дуже суворе визначення «інді» порівняно з іншими сферами, але рольові ігри — це набагато менша сфера ніж відеоігри або музика.

## Нагороди
Щороку проходять декілька нагороджень інді НРІ у різних категоріях. Спільнота Розробників Інді Ігор присуджує нагороду Indie Groundbreaker Award у категоріях «Найінноваційніша», «Найкращі правила», «Найкращий сеттінг», «Найкраще художнє оформлення» та «Гра року». IndieCade пропонує нагороди для рольових інді-ігор на додаток до відеоігор.  ENNIE Awards і Diana Jones Award присуджують нагороди як іграм від корпорацій, так і інді-іграм .
Кілька попередньо згаданих комітетів із присудження нагород рольовим інді-іграм більше не діють. Indie RPG Awards нагороджували інді-ігри з 2002 по 2018 роки у категоріях:  «Найкраще доповнення до НРІ», «Найкраща безкоштовна гра», «Найкращий продукт», «Найінноваційніша гра», «Найкраща підтримка» та головній категорії «Інді НРІ року».
Dicebreaker запустив нагороду Tabletop Awards у 2022 році і присуджував її щорічно, доки веб-сайт не було закрито у 2024 році після продажу Gamer Network компанії IGN.
200 Word RPG Challenge надавав нагороди з 2015 по 2019 рік за настільно рольові ігри з обмеженням в 200 слів.

## Способи публікації
Оскільки незалежним видавцям рольових ігор не вистачає фінансової підтримки великих компаній, вони часто використовують форми видавництва, відмінні від традиційної трирівневої моделі, яка складається з видавця, дистриб’ютора та роздрібного продавця.

### Бізнес-моделі
Краудфандинг — поширена модель просування, фінансування та розповсюдження рольових інді-ігор. Як окремі особи, так і малі видавництва часто використовують для цієї мети Kickstarter і BackerKit.
Деякі незалежні видавці пропонують безкоштовне завантаження ігор у цифровому форматі, тоді як інші встановлюють окрему ціну за електронну версію.

### Дистрибуція
Розповсюдження інді-ігор часто здійснюється безпосередньо творцем гри через електронну комерцію на таких платформах як Itch.io, DriveThruRPG, Kickstarter і BackerKit. Або через особисті продажі на ігрових конвентах. Проте деякі невеликі дистриб’ютори займаються інді-продуктами, використовуючи традиційну трирівневу систему.
Починаючи з 2018 року, itch.io став значним цифровим дистриб’ютором інді-рольових ігор, переважно у форматі PDF.
Кілька організацій спеціалізуються на продажі інді-ігор за допомогою дворівневої системи, в яку входять видавець та роздрібна торгівля. Indie Press Revolution розповсюджує ігри, які помічають як незалежні.

### Формати
Незалежні видавці можуть пропонувати ігри в цифровому форматі, в друкованому вигляді або вони можуть пропонувати ту саму гру в різних форматах. Поширені цифрові формати включають PDF і EPUB . Технології комп'ютерної верстки дозволили незалежним розробникам НРІ публікувати свої ігри у палітурці. Поява друку на вимогу знизила витрати виробництва, зробивши процес більш доступним.

## Сучасні спільноти інді-творців

### itch.io
Розробники інді-ігор використовують itch.io для розміщення ігрових джемів як джерел натхнення для розробки нових ігор із використанням запропонованих тем чи ігрових механік. Інді-розробники також продають ігри разом, об'єднуючи їх у так звані «бандли».  Великі бандли рольових інді-ігор іноді підтримують політичні чи благодійні акції, як-от захист прав транссексуалів, фонди доступності абортів, або матеріальна підтримка жертв війни.

### Конвенти
Місцеві ігрові конвенти надають спеціальний простір для гри, тестування та/або продажу рольових інді-ігор. Серед них Gen Con в Індіанаполісі, DiceCon у Львові, FanCon в Києві, Breakout Con у Торонто, Big Bad Con у Сан-Франциско.

### Open Hearth і The Gauntlet
Open Hearth Gaming Community зосереджується саме на рольових інді-іграх і регулярно організовує онлайн-ігри через відеоконференції . У 2023 році Open Hearth було засновано щоб продовжити онлайн-календар інді-ігор спільноти Gauntlet після того, як The Gauntlet звузив свою увагу до публікацій інді-ігор і ведення подкастів. У період між 2018 і 2023 роками Gauntlet також підтримував жвавий дискусійний форум про інді та OSR ігри.

## ЛГБТ ігри
Починаючи з 2010-х років, рольові інді-ігри стали зручною платформою для ЛГБТ-сторітелінгу завдяки можливості творців випускати немасовий контент без отримання схвалення від провідних видавничих компаній. Гра Ейвері Алдер Monsterhearts була однією з перших опублікованих ігор Powered by the Apocalypse і раннім прикладом настільної рольової гри на квір-тематику. Слідом за нею, в 2014 році, вийшло перше видання Dream Askew, яке було зосереджено на розбудові квір-спільноти та стало прототипом системи Belonging Outside Belonging. Це заклало основу для гри Джея Дрегона (Jay Dragon) Sleepaway 2019 року на базі даної системи. Гра містила також спеціальну систему створення статі. У 2020 році гра Лучіана Кана Visigoths vs. Mall Goths висвітлила бісексуальну спільноту.  Наступного року Thirsty Sword Lesbians авторки Ейпріл Кіт Волш, що є нащадком Powered by the Apocalypse, стала першою настільною грою (незалежною чи корпоративною), яка отримала нагороду Неб'юла.  У 2022 році Жінки — перевертні Йонсу Джуліана Кіма та C.A.S. Тейлора створили структуру для оповідання небінарних історій.
Станом на вересень 2024 року Itch.io містить список 573 фізичних ігор із тегом «ЛГБТ».

## Історія

### The Forge (1999–2012)
The Forge, інтернет-форум під керівництвом Рона Едвардса, став центром самовизначеної інді-рольової спільноти на початку 2000-х років. Ця спільнота загалом визначила інді-ігри як ті, в яких творці зберігають контроль над своєю роботою та уникають традиційної публікації. Чітко сфокусований дизайн був відмінною рисою цієї спільноти. На The Forge сильно вплинуло есе Рона Едвардса «Система має значення» та теорія GNS, яка класифікувала всіх учасників настільних рольових ігор за одним із трьох типів особистості: гейміст, наративіст або симулятор. Рольові інді-ігри, натхненні The Forge, часто узгоджені з наративістським підходом до дизайну ігор і зосереджуються на сильних персонажах, які стикаються з важким моральним вибором.
The Forge був заснований у 1999 році Едом Хілі як інформаційний сайт, а Рон Едвардс був головним редактором. У 2001 році Рон і Клінтон Р. Ніксон переробили сайт, зосередивши його на форумі спільноти, який існував до 2012 року.
Відомі ігри від спільноти Forge приблизно в хронологічному порядку включають:
- Чародій: Напружена рольова гра[en] (2001) Рона Едвардса
- Палаюче колесо[en] (2002) Люка Крейна
- Донжон (2002) Клінтона Р. Ніксона
- Пилові дияволи[en] (2002) Метта Снайдера
- Моє життя з господарем[en] (2003), Пола Чеге[en]
- Собаки у винограднику[en] (2004) Вінсента Бейкера[en]
- Primetime Adventures[en] (2004) Метт Вілсон
- Розбити лід[en] (2005) Емілі Кер Босс[en]
- Шок: Соціальна наукова фантастика[en] (2006) Джошуа Ньюмена

Вільям Дж. Уайт, професор Пенського університету в Алтуні, підкреслив, що The Forge пройшла через кілька епох. Під час епохи Весни (2001–2004) The Forge пережив величезне зростання:
на кінець 2004 року існувало вісім загальних форумів із 7977 темами, які охоплювали 94 733 окремих постів — збільшення обсягу тем майже на 400% з квітня 2001 року. Найактивнішим був форум RPG Theory з 28 322 дописами в 1639 темах, з щільністю 17,3 дописів на тему. Наступною за активністю була тема Indie Game Design із загальною кількістю 23 318 дописів і щільністю 11,0:.
Однак зниження якості дописів та інші дії модерації змусили багатьох людей залишити Forge заради інших онлайн-спільнот, і ця колективна група стала відомою як «діаспора Forge»:. У 2005 році Едвардс закрив «два теоретичні дискусійні форуми [...] на передумові, що Велика модель є фундаментально завершеною»:. Під «Велика модель» йдеться про теорію GNS.
Вайт стверджує, що епоха Осені (2007-2010) відбулася через розбіжності між Едвардсом та іншими керівниками спільноти, такими як Ніксон, який на той час був технічним експертом Forge. У травні 2010 року стався «серйозний збій сервера», і відновлення розділило сайт на архів лише для читання (з 2001 до середини 2010 року) та активні форуми (починаючи з січня 2008 року) :.

Епоха Зими (2011–2012) відрізнялася значною «урізаною структурою форуму», а п’ять інших форумів мали «відносно низьку насиченість форуму темами для всіх, крім форуму Actual Play» :. У 2012 році Едвардс оголосив про майбутнє закриття спільноти. Вайт прокоментував, що Forge:
«сприяв просуванню авторських "інді НРІ" та інновацій у розробці ігор. Після початкового сплеску концептуальних обговорень та експериментів з дизайном на самому форумі з 2000 по 2004 рік, [...] це надихнуло безліч блогів і форумів, де відбулося подальше обговорення» :.

### Історичні сюжетні ігри
Починаючи з середини нульових, почали з’являтися сюжетні ігри, засновані на історичних подіях. Наприклад гра Сірі звання (2007) Джейсона Морнінгстара, дія якої відбувається під час Варшавського повстання 1944 року та Монсегюр 1244 (2008) Фредеріка Йенсена, у якому гравці розповідають спільну історію про катарів.

### Powered by the Apocalypse
Powered by the Apocalypse (PbtA) — це наративна ігрова система, розроблений Мегі Бейкером і Вінсентом Бейкером для гри Apocalypse World 2010 року :182. Бейкери запропонували PbtA спільноті розробників рольових інді-ігор як відправну точку для нових ігор із різними сетингами та модифікованою ігровою механікою. Ранні ігри PbtA включали Dungeon World, Monsterhearts і Monster of the Week . Станом на жовтень 2024 року Itch.io налічував 1172 продукти з позначкою «PbtA».

### Форум Story Games (2012-2019)
Story Games — це дискусійний онлайн-форум, присвячений рольовим інді-іграм, які зосереджені на створенні спільної історії. Форум діяв з 2012 по 2019 рік. Творці використовували його, щоб обговорювати проблеми дизайну, повідомляти про свій прогрес і рекламувати власні ігри. Форум припинив роботу 15 серпня 2019 року. The Gauntlet Forums і Fictioneers виникли для підтримки спільноти Story Games.

### Twitter і Google+ (2012-2023)
З середини 2010-х до 2023 року Twitter був головним центром обговорення дизайну рольових інді-ігор, мистецької співпраці та охоплення аудиторії. Після закриття форумів Forge у 2012 році багато членів цієї спільноти продовжували обговорювати теорію настільних рольових ігор у Google+, доки цей сайт також не закрився у 2019 році, після чого вони також перемістили свої обговорення у Twitter. Після придбання Twitter Ілоном Маском і ребрендингу на X у 2023 році, багато авторів інді-ігор і художників покинули соціальну мережу або стикнулися з труднощами у використанні її для взаємодії з аудиторією через скорочення кількості користувачів.

### Попередники Wolves of Freeport
У період з 2000-х до початку 2020-х років кілька різних маркетплейсів для цифрових публікацій продавали інді-рольові ігри. Пізніше вони були об’єднані в Wolves of Freeport. RPGNow і DriveThruRPG були двома компаніями, які продавали рольові інді-ігри (а також масові продукти) у форматі PDF для завантаження. RPGNow створив окрему вітрину для товарів з низьким попитом та нових надходжень. Початкові плани передбачали використання цієї вітрини під назвою «інді», але зрештою було вирішено замість неї назвати вітрину RPGNow Edge. RPGNow Edge припинила діяльність у 2007 році. RPGNow і DriveThruRPG були об’єднані в одну компанію OneBookShelf, яка спочатку підтримувала обидва сайти. У серпні 2007 року обидва сайти були перейменовані, а RPGNow отримав підзаголовок: «Провідне джерело рольових інді-ігор». У 2023 році OneBookShelf об’єдналася з Roll20 і стала Wolves of Freeport.

## Пов’язані течії дизайну ігор
Деякі розробники рольових інді-іор також беруть участь у пов’язаних течіях дизайну настільних рольових ігор, таких як Old School Renaissance, розробка інді-відеоігор або дизайн живих рольових ігор, як-от Nordic LARP . Прикладами розробників рольових інді-ігор, які працюють також і у споріднених течіях, слугують Анна Ентропі, Шаранг Бісвас, Емілі Кер Бос, Банана Чан, Лучіан Кан, Джоная Кемпер, Джейсон Морнінгстар та Джейон Шим .